# 온라인 커뮤니티
온라인 커뮤니티(영어: online community)는 구성원이 주로 인터넷을 통해 서로 상호 작용하는 가상 공동체이다. 많은 사람들에게 온라인 커뮤니티는 "보이지 않는 친구의 가족"으로 구성된 집처럼 느껴질 수 있다. 또한 이러한 "친구"는 게임 커뮤니티 및 게임 회사를 통해 연결할 수 있다. 온라인 커뮤니티의 일부가 되고자 하는 사람들은 일반적으로 특정 사이트를 통해 회원이 되어야 특정 콘텐츠에 접근할 수 있게 된다.
온라인 커뮤니티는 회원이 게시물을 게시하고 댓글을 달고, 조언을 제공하거나 협업할 수 있는 정보 시스템 역할을 할 수 있으며 의학적 조언이나 특정 건강 관리 연구도 포함된다. 일반적으로 사람들은 소셜 네트워킹 사이트, 채팅방, 포럼, 이메일, 토론 게시판을 통해 의사 소통하고 일상적인 소셜 미디어 플랫폼으로도 발전했습니다. 사람들은 비디오 게임, 블로그, 가상 세계를 통해 온라인 커뮤니티에 참여할 수도 있습니다.

## 종류

### 인터넷 포럼
온라인 포럼은 사람들이 다양한 주제에 대한 생각을 논하는 포럼이다.

### 온라인 대화방
게시판과 포럼이 인기를 끌자 사람들은 실시간으로 그들의 공동체와 더불어 대화하는 방법을 강구하기 시작했다. 온라인 대화방이 개발되면서 사람들은 동시에 온라인으로 대화하는 것이 가능해졌다.

### 소셜 네트워크 서비스
소셜 네트워크 서비스는 가장 저명한 [[종류의 온라인 공동체이다. 관계를 만들고 유지해나가는데 초점을 두는 웹사이트나 소프트웨어 플랫폼이다. 페이스북, 트위터, 마이스페이스는 모두 온라인 공동체이다.

## 같이 보기
- 일반인 기반 공동 생산방식
- 실감형 가상 현실
- 인터넷 활동주의
- 소셜 미디어
- 소셜 웹
- 비디오 게임 문화